# Washington (hrabstwo Green)
Washington – miasto w Stanach Zjednoczonych, w stanie Wisconsin, w hrabstwie Green.